# フランソワ・アンドリュー
フランソワ・アンドリュー（François Andrieu）は、14世紀後半の、おそらくフランス人の作曲家。1377年に、マショー追悼の4声のバラード≪花々の中の花 Armes amours / O flour des flours ≫（『シャンティー写本』収録）を作曲したということしか分かっていない。同時期に2つのバラードを遺した、フランシスコ師 Magister Franciscus と同一視したい発想に駆られがちだが、しかしながらアンドリューとフランシスコ師の二人には、様式上の類似点が見られるということ以外につながりはない。
アンドリューの作曲様式は、アルス・ノーヴァとして知られる中世後期の実践法に属している。